# Agence de traduction
 (août 2012).
Si vous disposez d'ouvrages ou d'articles de référence ou si vous connaissez des sites web de qualité traitant du thème abordé ici, merci de compléter l'article en donnant les références utiles à sa vérifiabilité et en les liant à la section « Notes et références ».
Une agence de traduction est une entreprise pouvant gérer un projet multilingue de A à Z. Une agence de traduction peut également se spécialiser en traduction technique, par exemple, pour ne traduire que des projets bilingues d'envergure (anglais/français ) de A à Z. Une agence de traduction peut se dédier uniquement à la traduction tout comme elle peut se diversifier pour offrir à la fois de la traduction et de l'interprétation.

## Synonymes
Elle est appelée quelquefois « Société de traduction » ou « Boîte de traduction » en France par opposition au terme « Compagnie de traduction » au Canada.
Les termes les plus couramment utilisés dans ces deux pays demeurent néanmoins « Cabinet de traduction » et « Agence de traduction ».

## Fonctionnement
La plupart des agences sont en réalité des Cabinets de Traduction, de petite taille allant de 2 à 5 personnes. Ces agences sont souvent spécialisées dans quelques combinaisons linguistiques, employant soit des traducteurs en interne, soit en indépendant, soit en alternant les deux modes de travail.
Au même titre que les grandes agences de traduction, les petites agences gèrent des projets multilingues grâce à la gestion de ressources extérieures. Mondialisation oblige, la plupart des cabinets de traduction tendent à se muer en agences multilingues en faisant également appel à des traducteurs et des interprètes extérieurs. Ce mode de fonctionnement alourdit extrêmement l'infrastructure informatique. Par contre, elle permet à l'agence de traduction de se diversifier.
La qualité d'une agence n'est pas forcément proportionnelle à la taille de sa structure. Les petites structures sont souvent plus proches de leur client. Il y avait en 2012 environ 600 agences de traduction en France

## Diversification
Les défis de gestion que doit relever une agence de traduction résident dans le positionnement de celle-ci sur le marché[réf. nécessaire]. Ce positionnement est dicté par :
- le nombre de secteurs d'expertise (technique, informatique, médical, etc.)[réf. nécessaire],
- le nombre de combinaisons linguistiques offertes[réf. nécessaire],
- les services offerts (traduction seule ou également de l'interprétation, de la traduction assermentée, du doublage et du sous-titrage)[réf. nécessaire], et
- l'externalisation des services[réf. nécessaire].